# 포켓몬스터 (1997년 애니메이션)
《포켓몬스터》(일본어: ポケットモンスター 포켓토몬스타[*])는 1997년 4월 1일부터 2002년 11월 14일까지 방송되었던 애니메이션이다.

## 스토리 라인
포켓몬스터 이야기 상으로 포켓몬스터 적/녹에 나오는 관동 지방편, 금/은 출시 전의 임시 에피소드인 오렌지 제도편, 금/은에 나오는 성도 지방편을 포함해 일컫는다.
일본 방영 시에 전뇌폴리곤 에피소드 이후 포켓몬 쇼크 사건으로 인한 방송중단 때문에 38화~39화 사이에 16주의 공백이 생기기도 했다.
일본판에서는 성도 지방편 중반부터 오프닝에서 초반부터 이 별에 사는 신기한 생물 포켓몬스터... 줄여서 말하면 포켓몬! 지금 소년 지우와 포켓몬들의 만남, 그 신나는 모험의 이야기가 시작된다! 문구가 사용되었다.

## 방송 기간
| 기수 | 화수        | 일본 방영일                       | 한국 방영일                                                                                         |
| ---- | ----------- | --------------------------------- | --------------------------------------------------------------------------------------------------- |
| 1    | 1화~53화    | 1997년 4월 1일 ~ 1998년 7월 9일   | SBS 1999년 7월 14일 ~ 2000년 1월 13일 투니버스 2002년, 2012년 애니원 2002년 어린이TV 2010년 6월 7일 |
| 2    | 54화~105화  | 1998년 7월 16일 ~ 1999년 7월 1일  | SBS 2000년 1월 18일 ~ 2000년 8월 31일 투니버스/애니원 2003년                                        |
| 3    | 106화~157화 | 1999년 7월 15일 ~ 2000년 7월 6일  | SBS 2000년 9월 7일 ~ 2001년 3월 7일 투니버스 2004년 애니원 2006년 7월 방영                          |
| 4    | 158화~209화 | 2000년 7월 13일 ~ 2001년 7월 19일 | SBS 2001년 3월 8일 ~ 2001년 11월 28일 투니버스 2004년 애니원 2006년 8월                             |
| 5    | 210화~261화 | 2001년 7월 26일 ~ 2002년 8월 1일  | SBS 2001년 12월 5일 ~ 2002년 11월 27일 애니원 2004년                                                |
| 6    | 262화~276화 | 2002년 8월 8일 ~ 2002년 11월 14일 | JEI 재능TV 2024년 8월 10일 ~ 9월 7일                                                                |

## 극장판
| 기수 | 제목                                   | 일본 개봉일     | 한국 개봉일                                                                            |
| ---- | -------------------------------------- | --------------- | -------------------------------------------------------------------------------------- |
| 1    | 뮤츠의 역습                            | 1998년 7월 18일 | 극장개봉 2000년 12월 23일 애니원 2005년 투니버스 2012년 3월 2일 재능TV 2013년 9월 20일 |
| 2    | 루기아의 탄생                          | 1999년 7월 17일 | 극장개봉 2001년 8월 3일 애니원 2005년                                                  |
| 3    | 결정탑의 제왕 엔테이                   | 2000년 7월 8일  | 애니원 2005년                                                                          |
| 4    | 세레비 시간을 초월한 만남              | 2001년 7월 7일  | 애니원 2006년                                                                          |
| 5    | 물의 도시의 수호신 라티아스와 라티오스 | 2002년 7월 13일 | 애니원, 2006년 투니버스 2015년 6월 23일                                                |

## 스태프
- 원작사: NINTENDO, CREATURES, GAME FREAK
- 제작사: SHO-PRO

### 제작진
- 주제가 작곡·편곡: 방용석 (헐리우드매너)
- 작사: 김주희
- 노래: 박응식, 방대식 (방태식), 김문선, 김주희
- 녹음: 박지원
- 녹화: 김성재
- CG→C·G: 신희숙
- 번역: 이선희
- 연출: 김박

## 오프닝/엔딩

#### 오프닝
| 기수 | 제목                                             | 방영 시작화                          | 종영화                               | 한국 적용                         |
| ---- | ------------------------------------------------ | ------------------------------------ | ------------------------------------ | --------------------------------- |
| 1기  | 메자세!(노려라!) 포켓몬 마스터                   | 포켓몬스터 제 1화 1997년 4월 1일     | 포켓몬스터 제 82화 1999년 1월 21일   | 모험의 시작 포켓몬스터 1기        |
| 2기  | Rival!                                           | 포켓몬스터 제 83화 1999년 1월 28일   | 포켓몬스터 제 118화 1999년 10월 7일  | 포켓몬스터 Forever 포켓몬스터 2기 |
| 3기  | OK!                                              | 포켓몬스터 제 119화 1999년 10월 14일 | 포켓몬스터 제 193화 2001년 3월 29일  | Victory 포켓몬스터 3~5기          |
| 4기  | 메자세!(노려라!) 포켓몬 마스터 (화이트베리 ver.) | 포켓몬스터 제 194화 2001년 4월 5일   | 포켓몬스터 제 240화 2002년 2월 28일  | Victory 포켓몬스터 3~5기          |
| 5기  | Ready Go!                                        | 포켓몬스터 제 241화 2002년 3월 7일   | 포켓몬스터 제 276화 2002년 11월 14일 | Victory 포켓몬스터 3~5기          |

#### 엔딩
| 기수 | 제목                           | 방영 시작화                                                            | 종영화                                                                 | 한국 적용                                                  |
| ---- | ------------------------------ | ---------------------------------------------------------------------- | ---------------------------------------------------------------------- | ---------------------------------------------------------- |
| 1기  | 151                            | 포켓몬스터 제 1화 1997년 4월 1일                                       | 포켓몬스터 제 27화 1997년 9월 30일                                     | 우리는 모두 친구 포켓몬스터 1기                            |
| 2기  | 나옹의 노래                    | 포켓몬스터 제 28화 1997년 10월 7일 포켓몬스터 제 65화 1998년 10월 5일  | 포켓몬스터 제 37화 1997년 12월 9일 포켓몬스터 제 70화 1998년 10월 29일 | 우리는 모두 친구 포켓몬스터 1기                            |
| 3기  | 주머니 속의 판타지             | 포켓몬스터 제 38화 1997년 12월 16일                                    | 포켓몬스터 제 53화 1998년 7월 9일                                      | 우리는 모두 친구 포켓몬스터 1기                            |
| 4기  | 주머니 속의 음두               | 포켓몬스터 제 54화 1998년 7월 16일 포켓몬스터 제 106화 1999년 7월 15일 | 포켓몬스터 제 64화 1998년 9월 24일 포켓몬스터 제 106화 1999년 7월 15일 | 우리는 모두 친구 포켓몬스터 1기 좋은 친구들 포켓몬스터 2기 |
| 5기  | 타입:와일드                    | 포켓몬스터 제 71화 1998년 11월 5일                                     | 포켓몬스터 제 105화 1999년 7월 1일                                     | 우리는 모두 친구 포켓몬스터 1기 좋은 친구들 포켓몬스터 2기 |
| 6기  | 라프라스를 타고                | 포켓몬스터 제 107화 1999년 7월 22일                                    | 포켓몬스터 제 118화 1999년 10월 7일                                    | 우리는 모두 친구 포켓몬스터 1기 좋은 친구들 포켓몬스터 2기 |
| 7기  | 나옹의 파티                    | 포켓몬스터 제 119화 1999년 10월 14일                                   | 포켓몬스터 제 143화 2000년 3월 30일                                    | 피츄미츄 포켓몬스터 3~5기                                  |
| 8기  | 포켓몬 조마조마 중계           | 포켓몬스터 제 144화 2000년 4월 6일 포켓몬스터 제 165화 2000년 9월 7일  | 포켓몬스터 제 153화 2000년 6월 8일 포켓몬스터 제 174화 2000년 11월 9일 | 피츄미츄 포켓몬스터 3~5기                                  |
| 8기  | 포켓몬 조마조마 중계(어려운판) | 포켓몬스터 제 154화 2000년 6월 15일                                    | 포켓몬스터 제 158화 2000년 7월 13일                                    | 피츄미츄 포켓몬스터 3~5기                                  |
| 9기  | 타케시의 파라다이스            | 포켓몬스터 제 159화 2000년 7월 27일                                    | 포켓몬스터 제 164화 2000년 8월 31일                                    | 피츄미츄 포켓몬스터 3~5기                                  |
| 10기 | 나의 베스트프렌드에게          | 포켓몬스터 제 175화 2000년 11월 16일                                   | 포켓몬스터 제 193화 2001년 3월 29일                                    | 피츄미츄 포켓몬스터 3~5기                                  |
| 11기 | 나아가자 로켓단                | 포켓몬스터 제 194화 2001년 4월 5일                                     | 포켓몬스터 제 240화 2002년 2월 28일                                    | 피츄미츄 포켓몬스터 3~5기                                  |
| 12기 | 포켓타리 몬스타리              | 포켓몬스터 제 241화 2002년 3월 7일                                     | 포켓몬스터 제 276화 2002년 11월 14일                                   | 피츄미츄 포켓몬스터 3~5기                                  |

## 등장인물
- 주인공은 한지우(사토시)와 최이슬(카스미), 웅(타케시)이다.
- 스타팅 포켓몬은 이상해씨, 파이리, 꼬부기이다.
- 지우는 스타팅 포켓몬을 피카츄로 선택하였다.

## 참고
1. ↑  한국에서는 4화,20화,26화,32화(일본 문화의 지나친 등장),38화{발광 사건(일명 포켓몬 쇼크}으로 인한 원본 폐기) 미방영
2. ↑  한국에서는 58화,75화,79화 미방영
3. ↑  한국에서는 65화는 2000년 크리스마스에, 66화는 오렌지 제도편 중간에 방영
4. ↑  한국에서는 132화,133화,142화 미방영
5. ↑  한국에서는 178화,183화,184화,185화,196화,203화 미방영
6. ↑  한국에서는 228화,229화 미방영
7. ↑  투니버스와 재능TV에서 방영될 때에는 한국어 녹음을 새롭게 더빙하였다.